# 羅希萊鄉
44°52′N 23°56′E / 44.867°N 23.933°E
羅希萊鄉（羅馬尼亞語：Comuna Roșiile, Vâlcea），是羅馬尼亞的鄉份，位於該國西南部，由沃爾恰縣負責管轄，面積69平方公里，海拔高度293米，2002年人口2,823，人口密度每平方公里41人。